# Ilio (gmina)
Ilio (gr. Δήμος Ιλίου, Dimos Iliu) – gmina w Grecji, w administracji zdecentralizowanej Attyka, w regionie Attyka, w jednostce regionalnej Ateny-Sektor Zachodni. Siedzibą i jedyną miejscowością gminy jest Ilio. W 2011 roku liczyła 84 793 mieszkańców.